# Yuzuru Shimada
Yuzuru Shimada (jap. 島田 譲, Shimada Yuzuru; * 28. November 1990 in Mito, Präfektur Ibaraki) ist ein japanischer Fußballspieler.

## Karriere
Yuzuru Shimada erlernte das Fußballspielen in der Jugendmannschaft der Kashima Antlers und der Universitätsmannschaft der Waseda-Universität. Seinen ersten Vertrag unterschrieb er 2013 bei Fagiano Okayama. Der Verein aus Okayama, einer Hafenstadt in der Präfektur Okayama auf Honshū, der Hauptinsel von Japan, spielte in der zweithöchsten Liga des Landes, der J2 League. Für Okayama bestritt er 102 Zweitligaspiele. 2017 wechselte er zum Ligakonkurrenten V-Varen Nagasaki nach Nagasaki. Mit dem Klub wurde er 2017 Vizemeister der J2 und stieg in die erste Liga auf. Das Gastspiel in der ersten Liga dauerte nur ein Jahr. Ende 2018 musste er mit dem Verein wieder den Weg in die Zweitklassigkeit antreten. Anfang 2020 wurde er vom ebenfalls in der zweiten Liga spielenden Albirex Niigata für zwei Jahre ausgeliehen. Für den Verein aus Niigata absolvierte er 85 Zweitligaspiele. Nach der Ausleihe wurde er am 1. Februar 2022 von Niigata fest unter Vertrag genommen. Am Ende der Saison 2022 feierte er mit Albirex die Meisterschaft und den Aufstieg in die erste Liga. Im Januar 2025 wechselte er in die vierte Liga. Hier schloss er sich in der Präfektur Tokio dem Criacao Shinjuku an.

## Erfolge
V-Varen Nagasaki
- Japanischer Zweitligavizemeister: 2017  ▲

Albirex Niigata
- Japanischer Zweitligameister: 2022  ▲